# Europejski Kodeks Dobrej Praktyki Administracyjnej

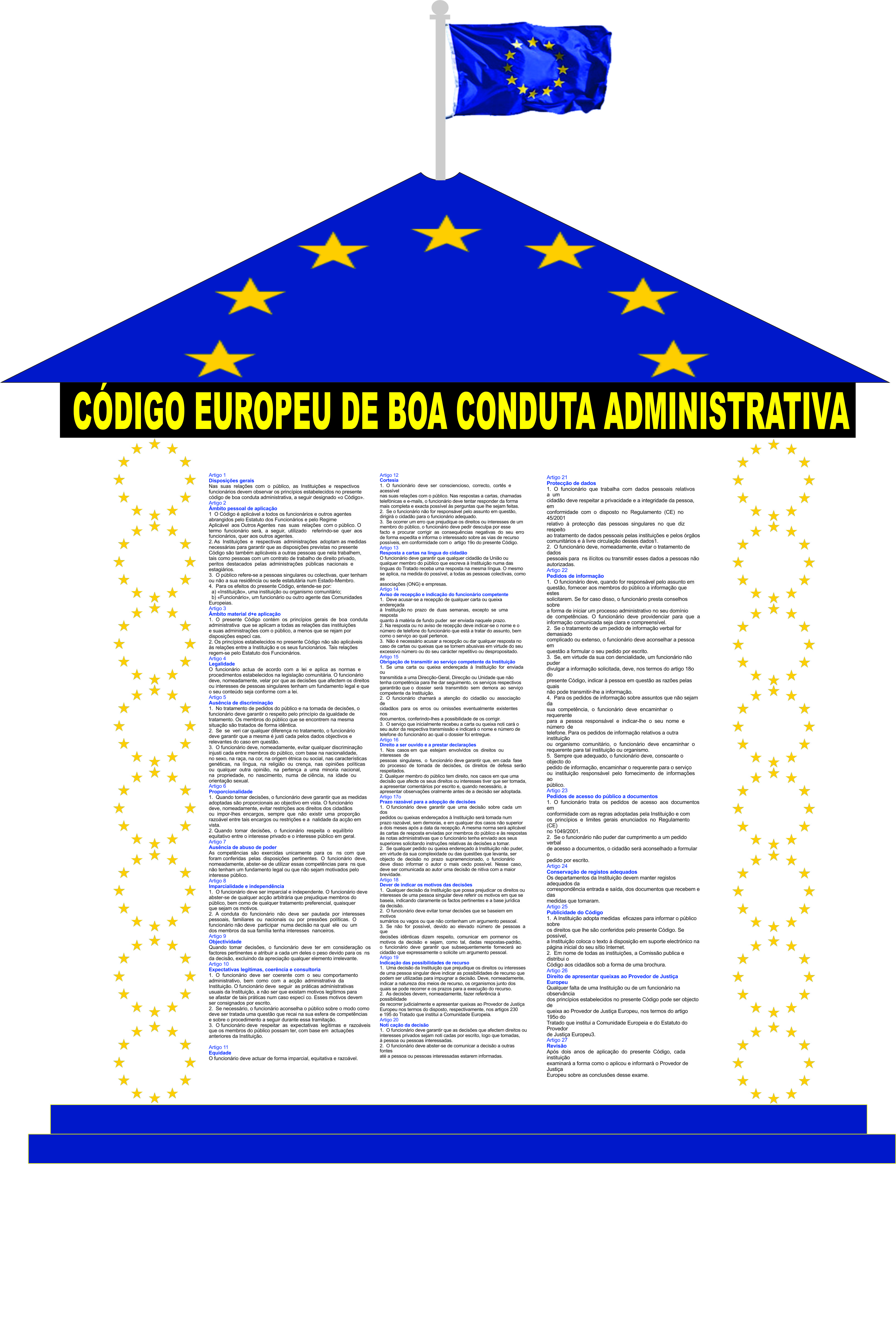
Tekst Europejskiego Kodeksu Dobrej Administracji.

Europejski Kodeks Dobrej Praktyki Administracyjnej – niewiążący akt przyjęty przez Parlament Europejski dnia 6 września 2001, mający charakter zaleceń. Kodeks stanowi konkretyzację obywatelskiego „prawa do dobrej administracji” wobec administracji unijnej i administracji narodowych, wyrażonego w art. 41 Karty Praw Podstawowych i odnosi się w większości do postępowania administracyjnego. Zawiera zasady określające stosunki między instytucjami/urzędnikami unijnymi a jednostkami (osoby fizyczne i prawne). Zasady te dotyczą nie tylko spraw indywidualnych z zakresu administracji publicznej, załatwianych w drodze decyzji, postanowienia lub ugody administracyjnej, ale każdego „kontaktu” z administracją (a więc także zapytań, petycji, protestów, przedstawiania uwag do projektów aktów prawnych, obywatelskie projekty dyrektyw etc.). Obok urzędników, kodeksem objęte są osoby zatrudnione w ramach umów cywilnoprawnych, rzeczoznawcy z krajowych służb publicznych i praktykanci.

## Historia powstania
Inicjatorem opracowania Kodeksu Dobrej Administracji był Roy Perry, deputowany do Parlamentu Europejskiego. Kodeks został opracowany przez Jacoba Södermanna Rzecznika Praw Obywatelskich Unii Europejskiej, Parlament Europejski 6 września 2001 roku zalecił stosowanie Kodeksu w organach i instytucjach Unii. Po przeprowadzonych konsultacjach społecznych w czerwcu 2012 roku Europejski Rzecznik Praw Obywatelskich określił standardy etyczne obowiązujące w administracji publicznej UE. Przyjęły one formę
pięciu zasad służby cywilnej, które przedstawiono poniżej.

## Zasady uregulowane w Kodeksie
- praworządność (art. 4)
- niedyskryminowanie (art. 5)
- bezstronność (art. 8)
- niezależność (art. 8)
- obiektywizm (art. 9)
- współmierność (proporcjonalność, art. 6)
- zakaz nadużywania uprawnień (art. 7)
- konsekwencja (art. 10 ust. 1)
- uwzględnianie uzasadnionych oczekiwań prawnych (art. 10 ust. 2)
- udzielanie jednostkom porad (a propos postępowania itp., art. 10 ust. 3)
- uczciwość (art. 11)
- uprzejmość (art. 12)
- odpowiadanie na pismo w języku obywatela (art. 13)
- potwierdzanie odbioru pisma i wskazywanie właściwego urzędnika (2 tygodnie, art. 14)
- przekazywanie spraw do właściwej jednostki organizacyjnej instytucji (art. 15)
- wysłuchanie stron postępowania i umożliwienie złożenia oświadczeń (art. 16)
- zachowanie terminu podjęcia decyzji (niezwłocznie; mniej niż 2 miesiące, art. 17)
- uzasadnienie decyzji (art. 18)
- informowanie o możliwości odwołania się od decyzji (art. 19)
- powiadamianie o podjętej decyzji (art. 20)
- ochrona danych osobowych (art. 21)
- udzielanie informacji na wniosek (art. 22)
- dostęp do dokumentów (art. 23)
- prowadzenie rejestrów spraw/rejestrów korespondencji (art. 24)
- prawo złożenia skargi do Europejskiego Rzecznika Praw Obywatelskich (art. 26).

## Zasady służby cywilnej (dodane w 2012 roku)
- oddanie Unii Europejskiej i jej obywatelom
- rzetelność
- obiektywność
- szacunek dla innych
- przejrzystość

Rzecznik Praw Obywatelskich może, kiedy uzna to za stosowne, odwołać się do tych zasad w dochodzeniach dotyczących podejrzenia niewłaściwego administrowania w instytucjach, organach, urzędach i agencjach UE.

## Porównanie z regulacjami polskimi
W polskich regulacjach zasady te są zazwyczaj obecne, niemniej nakaz uprzejmości (zwłaszcza przeproszenia za błędną decyzję), potwierdzenia odbioru pism i uczciwości nie występują w takiej ogólnej formie.